# 24. pehotna divizija (ZDA)
Za druge 24. divizije glejte 24. divizija.
24. pehotna divizija je bila pehotna divizija Kopenske vojske ZDA.

## Zgodovina
Divizija je bila ustanovljena s preimenovanjem Havajske divizije.